# Diasporus quidditus
Diasporus quidditus är en groddjursart som först beskrevs av Lynch 200.  Diasporus quidditus ingår i släktet Diasporus och familjen Eleutherodactylidae. IUCN kategoriserar arten globalt som livskraftig. Inga underarter finns listade i Catalogue of Life.